# Timothy Bateson
Pour les articles homonymes, voir Bateson.
Timothy Bateson est un acteur britannique né le 3 avril 1926 et mort le 16 septembre 2009 à Londres.

## Biographie
Né à Londres, fils de l'avocat Dingwall Latham Bateson et petit-neveu du joueur de rugby Harold Dingwall Bateson, il a fait ses études à la Uppingham School de Rutland et au Wadham College d'Oxford. À Oxford, il étudie l'histoire, a ramé pour le Wadham College Boat Club et s'est produit dans l'Oxford University Dramatic Society . 
Bateson participe à la première production britannique de En attendant Godot de Samuel Beckett en 1955 au Arts Theatre de Londres dans une production dirigée par Peter Hall.  En 1957, il a joué dans la série d'aventures de la BBC The Adventures of Peter Simple.
Il est apparu dans de nombreuses productions cinématographiques, télévisuelles et radiophoniques, notamment The Cadfael Chronicles, Doctor Who (dans la série intitulée The Ribos Operation) et Labyrinth. 
Il a également fourni les voix de plusieurs personnages de la série télévisée pour enfants TUGS (1989). Plus particulièrement, il a fourni la voix d' OJ, le membre le plus âgé de la Star Fleet.
Depuis 1994, il a fait la voix de Measley de la version audio de The Animals of Farthing Wood.
Bateson a été présent dans de nombreuses productions de Focus on the Family Radio Theatre. Parmi ses apparitions au programme figuraient dans A Christmas Carol (1996), en tant que narrateur et en tant que Ghost of Christmas Present ; Dietrich Bonhoeffer: The Cost Of Freedom (1997), incarnant le Dr Karl Bonhoeffer ; Ben-Hur (2001), dans le rôle de Balthasar ; Father Gilbert Mysteries: The Silver Cord (2004), représentant M. Lehman ; et Silas Marner (2007), dépeignant M. Macey.
Il a été la voix de l'elfe de maison Kreattur dans Harry Potter et l'Ordre du Phénix, son dernier rôle.

## Famille et mort
En 1953, Bateson épousa l'ancienne actrice Sheila Shand Gibbs, avec qui il eut trois enfants, Elizabeth, Andrew et Caroline. Lui et sa femme étaient des chrétiens engagés . Il est décédé à Londres à l'âge de 83 ans le 16 septembre 2009. Il laisse dans le deuil sa femme, leurs enfants et sa sœur aînée Ann. 

## Filmographie

### Cinéma
- 1947 : The Life and Adventures of Nicholas Nickleby : Lord Verisopht
- 1955 : Richard III : Ostler
- 1959 : Section d'assaut sur le Sittang : Simpson
- 1959 : La Souris qui rugissait : Roger
- 1959 : Notre agent à La Havane : Rudy
- 1960 : Faut que ça saute (There Was a Crooked Man) : Flash Dan
- 1961 : Le Jour où la Terre prit feu : l'imprimeur
- 1962 : The Girl on the Boat de Henry Kaplan : le commissaire de bord
- 1963 : Docteur en détresse (Doctor in Distress) de Ralph Thomas : M. Holly
- 1964 : L'Empreinte de Frankenstein : l'homme hypnotisé
- 1965 : Le Knack... et comment l'avoir : le propriétaire
- 1966 : Un mort en pleine forme : Clerk
- 1966 : Le renard s'évade à trois heures (Caccia alla volpe) : Michael O'Reilly
- 1967 : Le Coup du lapin : Halliwell
- 1968 : The Anniversary : M. Bird
- 1968 : Sous l'emprise du démon (Twisted Nerve) de Roy Boulting : M. Groom
- 1969 : L'or se barre : le dentiste
- 1977 : Joseph Andrews : le maître des chiens
- 1983 : Les Aventuriers du bout du monde : Alec Wedgeworth
- 1986 : Labyrinthe : le ver, les gardes et le goblin
- 1988 : Une poignée de cendre : MacDougal
- 1996 : True Blue : Porter
- 1997 : For My Baby : Max Liebman
- 1998 : Les Misérables : le banquier
- 1999 : The Criminal de Julian Simpson (en)
- 1999 : Jeanne d'Arc : le juge anglais
- 1999 : The Clandestine Marriage : Gaoler
- 2001 : La Découverte du ciel : M. Keller
- 2002 : All or Nothing : Harold
- 2004 : Fakers : Old Gezzer
- 2004 : Les Dames de Cornouailles : M. Hallett
- 2005 : Oliver Twist : Parson
- 2005 : Mrs. Palfrey at the Claremont : Summers
- 2007 : Harry Potter et l'Ordre du phénix : Kreattur

### Télévision
- 1952 : BBC Sunday-Night Theatre : Val (1 épisode)
- 1957 : The Adventures of Peter Simple : Peter Simple (6 épisodes)
- 1958 : The Black Arrow : Lord Shoreby (2 épisodes)
- 1959 : Bleak House (en) : William Guppy
- 1960 : Barnaby Rudge : Simon Tappertit (9 épisodes)
- 1964 : Le Saint : Des femmes si douces (saison 2 épisode 25) : Charley Butterworth
- 1966 : Love Story : Sid (1 épisode)
- 1967 : L'Homme à la valise : Pfeiffer (1 épisode)
- 1967-1968 : Chapeau melon et bottes de cuir : Professeur Spencer et Dr Hubert Merryweather
- 1969 : W. Somerset Maugham : Simmons (1 épisode)
- 1969 : Canterbury Tales (1 épisode)
- 1970 : Foreign Exchange
- 1970 : Shine a Light : Wally Trott (6 épisodes)
- 1970 : L'Autobus à impériale : M. Furber (1 épisode)
- 1972 : Both Ends Meet : George Rogers (7 épisodes)
- 1974-1975 : David Copperfield : M. Dick (5 épisodes)
- 1976 : The Good Life : Arthur Bailey (1 épisode)
- 1978 : Last of the Summer Wine : Amos Hames (1 épisode)
- 1978 : Docteur Who : Binro (2 épisodes)
- 1978 : Pinocchio : le professeur des écoles (1 épisode)
- 1978-1979 : Le Club des Cinq : Professeur Hayling (4 épisodes)
- 1980 : Thérèse Raquin : Grivet (3 épisodes)
- 1980-1982 : Grange Hill : M. Thomson (15 épisodes)
- 1981 : Chintz : l'assistant au magasin (1 épisode)
- 1981 : Great Expectations : M. Pocket (1 épisode)
- 1982 : CQFD, Alambic et Torpédo (Q.E.D.) : Alfie (1 épisode)
- 1985 : Dramarama : Keeper (1 épisode)
- 1989 : TUGS : plusieurs rôles (12 épisodes)
- 1990-1993 : Les Nouvelles aventures de Zorro : Padre Benites (5 épisodes)
- 1993 : Bonjour la Classe : Leonard Wigley (6 épisodes)
- 1993 : Au cœur des ténèbres
- 1994 : Health and Efficiency : Walter Lowe (1 épisode)
- 1994 : Hard Times : Childers (1 épisode)
- 1994 : Shakespeare: The Animated Tales : Antigone (1 épisode)
- 1995 : Paul Merton's Life of Comedy : Grand-père (6 épisodes)
- 1995 : Les Nouvelles Aventures d'Annie : Derwood
- 1996 : Casualty : Ronald Horton (1 épisode)
- 1996 : Neverwhere : Halvard (2 épisodes)
- 1997 : Keeping Mum (en) : Oncle Tom (1 épisode)
- 1998-2005 : Inspecteur Barnaby : M. James Jocelyne (3 épisodes)
- 2000 : Le Dixième Royaume : Tooth Fairy (1 épisode)
- 2000 : The Bill : plusieurs rôles (5 épisodes)
- 2001 : Sydney Fox, l'aventurière : Max Lavoie (1 épisode)

- 2001 : Ma tribu : Derelict (1 épisode)
- 2006 : Les Contes du Disque-Monde (Hogfather) : le lecteur